# هیدیا تاناکا
هیدیا تاناکا (انگلیسی: Hideya Tanaka؛ زادهٔ ۲۵ ژوئن ۱۹۸۶) بازیکن فوتبال اهل ژاپن است.
از باشگاه‌هایی که در آن بازی کرده‌است می‌توان به باشگاه فوتبال آلبیرکس نیگاتا اشاره کرد.